# Ameba (weboldal)
Az Ameba (アメーバ) népszerű japán ismeretségi hálózat és blog-szolgáltatások összessége, melyet a japán CyberAgent hírügynökség üzemeltet.

## Főbb szolgáltatásai

### Jelenlegi
Ameba Blog
Blog-szolgáltatás
Ameba Pigg
Böngészős játék, melyben a játékosok megalkothatják az avatárjukat, kidekorálhatják a házukat és beszélgethetnek egymással
Pigg Life
Böngészős játék, melyben a játékosok megalkothatják az avatárjukat és gondozhatják a kertjüket
Pigg World
Böngészős játék, melyben a játékosok megalkothatják az avatárjukat és gondozhatják a városukat
Pigg Café
Böngészős játék, melyben a játékosok megalkothatják az avatárjukat és gondozhatják a kávézójukat. A játék további fejlesztését leállították.
Pigg Island
Böngészős játék, melyben a játékosok megalkothatják az avatárjukat és gondozhatják a szigetüket. A játék további fejlesztését leállították.
Ameba News
Híroldal
Ameba Group
Ismeretségi hálózat
Ameba Now
Mikorblog-szolgáltatás
Booshuka
Kizárólag okostelefonokra elérhető állatnevelős videójáték
Girl Friend Beta
Kizárólag okostelefonokra elérhető randiszimulátor, mely mangákból, animékből és videójátékokból álló médiafranchise-á nőtte ki magát
Boy Friend Beta
A Girl Friend Beta nőknek szánt megfelelője
Bonjour Sweet Love Patisserie
Kizárólag okostelefonokra elérhető randiszimulátor, melyből animeadaptáció is készült

### Korábbi
AmebaVision
Videómegosztó webhely
Requestion
Qzi
Kompetitív kvízjáték
Ameba kaigi
Chatoldal
AmebaPico
Az Ameba Pigg nemzetközi változata